# Corbera d'Ebre
|  | Per a altres significats, vegeu «Corbera (desambiguació)». |

Corbera d'Ebre és una vila i municipi de la comarca de la Terra Alta. S'hi arriba seguint la carretera N-420 (de Tarragona a Còrdova), entre les poblacions de Móra i Gandesa.
La vila s'aplega en un tossal a 337 metres d'altitud, el turó de la Muntera, a la vora de la serra de Cavalls. L'església del poble està dedicada a sant Pere Apòstol. Fou escenari de la batalla de l'Ebre a la Guerra Civil espanyola, entre el juliol i el novembre de 1938 Com a conseqüència d'aquesta batalla, Corbera d'Ebre va quedar completament destruïda i els habitants es van anar traslladant a la part baixa del turó, a banda i banda de la carretera. La zona abandonada és coneguda popularment com la Muntera o el Poble Vell.
Cal destacar també la qualitat del vi, que hom comercialitza amb la Denominació d'Origen Terra Alta, especialment els de la Cooperativa Agrícola i també els dels cellers Frixach i Miró.

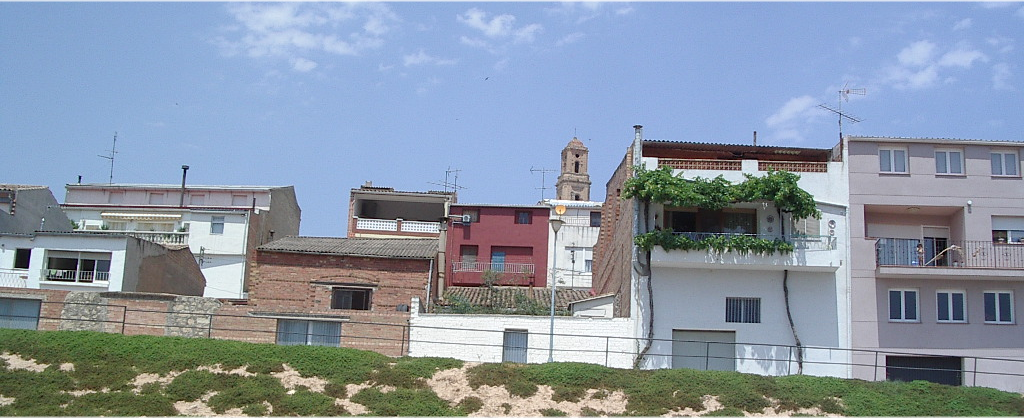
Cases de Corbera d'Ebre, amb el campanar al fons

## Bandera
La bandera oficial de Corbera d'Ebre té la següent descripció: Bandera apaïsada, de proporcions dos d'alt per tres de llarg, bicolor horitzontal, blava i blanca, amb el primer terç vertical negre. Va ser aprovada el 9 de novembre de 2007 i es va publicar en el DOGC el 22 de novembre del mateix any amb el número 5014.

## Història
Tot i que una fortificació amb el nom de Corbera apareix esmentada per primer cop el 1153 en la carta de donació del Castell de Miravet feta per Ramon Berenguer IV als templers, hom li atribueix un origen ibèric. Encara existeixen unes restes del castell, trossos de muralla i una magnífica galeria de columnes templeres. Després de l'abolició d'aquest orde militar, el 1317, els seus béns van passar als hospitalers i depenia de la castellania d'Amposta.
El 1463, en la guerra contra el rei Joan II, l'arquebisbe de Tarragona Pere d'Urrea, va sotmetre Corbera, Ascó, Vilalba, Batea i la Fatarella, partidàries de la Generalitat. S'hi han documentat combats, en la guerra dels Segadors, entre tropes castellanes i miquelets, a la part alta del terme. Durant la Guerra de Successió les tropes franceses i castellanes van ocupar Corbera el 6 de febrer de 1707. A la primera guerra carlina va ser partidària dels carlins, com la resta de la comarca, a excepció de Gandesa, favorable als liberals.
Durant la Guerra Civil espanyola va trobar-se al bell mig del cor de la batalla de l'Ebre, i el poble va quedar destruït a causa dels bombardejos, tant d'artilleria com de la Legió Còndor i l'aviació italiana. El dia 3 de setembre, durant una de les darreres ofensives franquistes, el front es va trencar pel nord del poble.
Després de la batalla de l'Ebre i del final de la Guerra Civil, Corbera havia perdut ben bé una tercera part de la població. Amb el pas dels anys, els corberans va anar abandonant les cases mig enrunades de la Muntera i es va anar traslladant a cases noves edificades a la part baixa del turó, on actualment hi ha el poble. Els darrers habitants del poble vell van abandonar-lo l'any 2008.

## Geografia
- Llista de topònims de Corbera d'Ebre (Orografia: muntanyes, serres, collades, indrets..; hidrografia: rius, fonts...; edificis: cases, masies, esglésies, etc).

## Demografia
| 1497 f | 1515 f | 1553 f | 1717 | 1787 | 1857  | 1877  | 1887  | 1900  | 1910  |
| ------ | ------ | ------ | ---- | ---- | ----- | ----- | ----- | ----- | ----- |
| 81     | 85     | 81     | 323  | -    | 1.914 | 1.910 | 1.954 | 2.256 | 2.157 |

| 1920  | 1930  | 1940  | 1950  | 1960  | 1970  | 1981  | 1990  | 1992  | 1994  |
| ----- | ----- | ----- | ----- | ----- | ----- | ----- | ----- | ----- | ----- |
| 2.143 | 1.954 | 1.406 | 1.532 | 1.385 | 1.268 | 1.208 | 1.134 | 1.122 | 1.122 |

| 1996  | 1998  | 2000  | 2002  | 2004  | 2006  | 2008  | 2010  | 2012  | 2014  |
| ----- | ----- | ----- | ----- | ----- | ----- | ----- | ----- | ----- | ----- |
| 1.064 | 1.070 | 1.056 | 1.043 | 1.069 | 1.128 | 1.169 | 1.171 | 1.204 | 1.136 |

| 2016  | 2018  | 2020  | 2022 | 2024  | 2026 | 2028 | 2030 | 2032 | 2034 |
| ----- | ----- | ----- | ---- | ----- | ---- | ---- | ---- | ---- | ---- |
| 1.080 | 1.023 | 1.003 | 993  | 1.019 | -    | -    | -    | -    | -    |

## Llocs d'interès
El "Poble Vell", declarat bé d'interès cultural, com a lloc històric, per la Generalitat de Catalunya (20-07-1992), suposa un retrobament amb la nostra història a través d'un lloc devastat per la guerra. Actualment, aspira a convertir-se en un bell paisatge per la Pau.

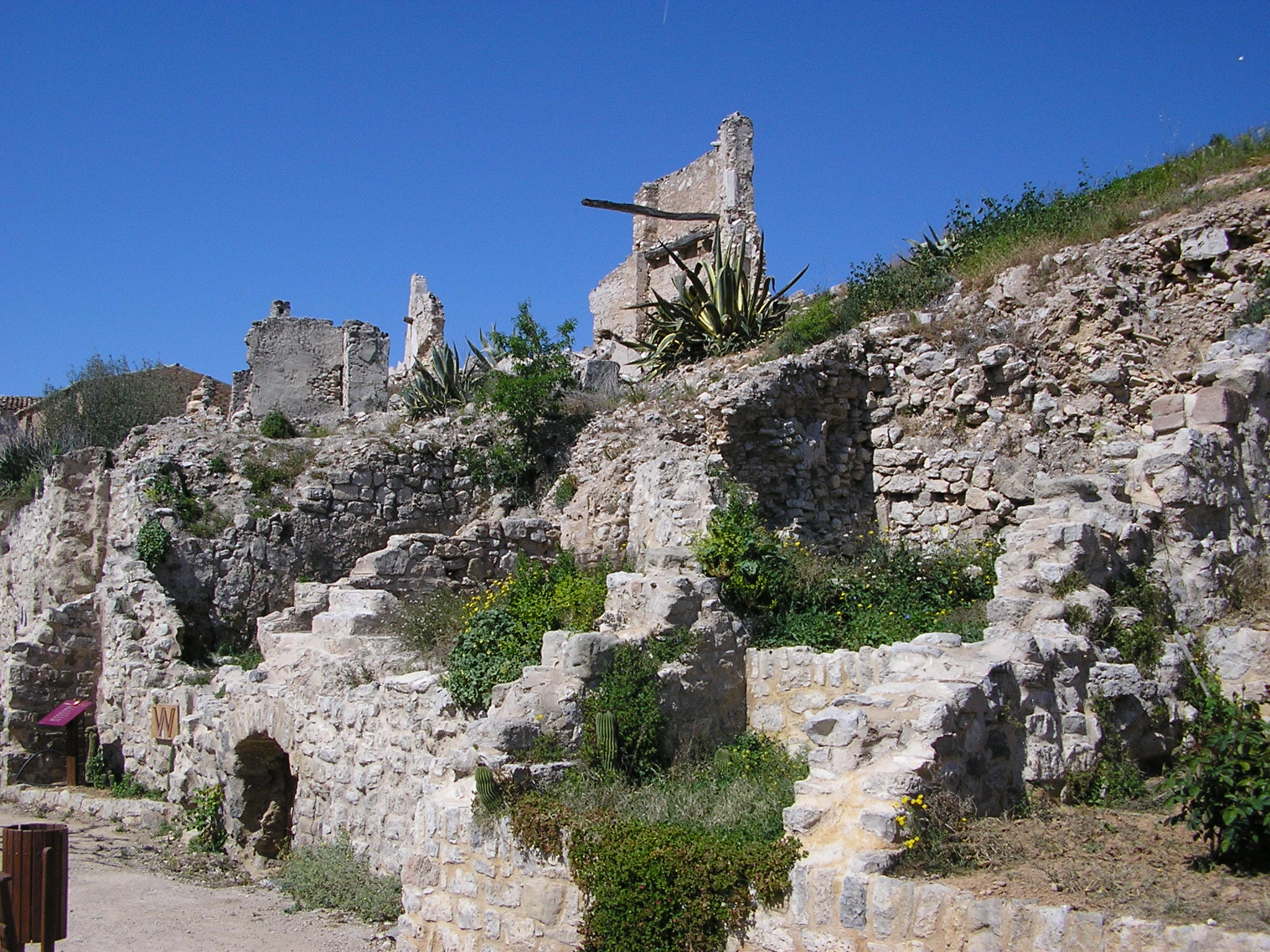
Vista parcial del "Poble Vell"

A prop del poble hi ha l'ermita de Santa Madrona, amb una font d'aigua i zona de berenada, i des d'on es pot recórrer la Serra de Cavalls. A la vora del riu Sec hi ha la Font Vella, amb uns antics rentadors públics, una part dels quals data del segle xvi o XVII; des d'allí es pot continuar pels anomenats Gironesos, una zona de muntanya que porta fins a Gandesa. És molt aconsellable de seguir la Ruta de la Pau, un itinerari circular que travessa el "Poble Vell" i permet fer un recorregut pels indrets més significatius on s'esdevingué la batalla de l'Ebre i alhora, pels camins, s'hi poden veure peces de la mostra artística, Art al Ras. L'any 2008 es va obrir el Centre d'Interpretació "115 Dies", que vol ser un espai per comprendre millor la batalla de l'Ebre des de la perspectiva bèl·lica. És el punt central d'una xarxa de museus i centres d'interpretació sobre la guerra civil i la batalla de l'Ebre que hi ha escampats per alguns pobles la Terra Alta.

## Festes i tradicions
La festa major s'hi celebra del 15 al 19 d'agost. festes de l'assumpció de Maria. Durant les festes majors sempre se celebren partits de futbol per les tardes, a banda de moltes altres activitats per totes les edats.
La festa del patró de la parròquia, Sant Pere, s'acostuma a celebrar el dissabte següent al 29 de juny. Durant el cap de setmana de Sant Pere és tradició que els més petits del poble juntament amb els seus pares passegin per tot el poble amb carrosses disfressats de temàtiques ben diferents i divertides. És un dia assenyalat per la proclamació de la pubilla i l'hereu local del pròxim any. Així doncs, durant l'any vinent seran aquests els encarregats de representar el poble arreu dels pobles veïns.
Hi ha romeries a l'ermita per Santa Madrona, el tercer diumenge de març, i per Sant Marc, el diumenge següent al 25 d'abril, amb una gran paella popular.
El segon cap de setmana de juliol s'hi celebra la festa de Sant Cristòfol, una festa en què els toros tenen un paper important. Una festa per totes les edats amb sessió de ball divendres, dissabte i diumenge nit. El divendres i el dissabte també hi ha djs per la gent jove. Té molt de renom la festa taurina, fet que aquests últims temps s'ha replantejat la seva continuació a causa de la poca participació en l'activitat. Però el protagonisme sense dubte durant les festes de Sant Cristòfol és el conductor, d'aquí que es faci una romeria on es beneeixen els vehicles per rebre la protecció del Sant. Durant els últims anys està apareixent una nova tradició dintre de la festa, els dissabtes després de la benedicció de vehicles s'ajunten les colles de diferents edats del poble per celebrar un concurs de paelles. Antigament, el diumenge tarda es jugava un partit de futbol entre casats i solters del poble.
Al mes d'octubre s'hi fa la festa de la verema. Hi ha mercat dilluns i dimecres al matí. El municipi disposa d'una sala d'exposicions privada coneguda com La Trinxera.

## Fills il·lustres
Fill il·lustre del poble fou el doctor Jaume Ferran i Clua, descobridor d'una sèrie de vaccins: contra el còlera, el tifus, la ràbia i la tuberculosi. Hom li dedicà un carrer, un passeig amb una font artística i una plaça amb un bust seu, on també es va construir la casa de la vila nova.
Benito Panchamé Busquets (1923-2018), combatent antifeixista i antinazi. Lluità a l'exèrcit republicà duerant la Guerra Civil, i durant la II Guerra Mundial amb la legió estrangera francesa i amb l'exèrcit britànic, als escamots d'operacions espacials, combatent al Sàhara, a Noruega i a Normandia.

## Significat del nom
Una corbera és un indret on nien els corbs, per això, en l'escut de la vila hi ha dibuixat aquest moixó sobre unes ones que simbolitzen l'Ebre.